# Гамберини, Антонио Доменико
Антонио Доменико Гамберини (итал. Antonio Domenico Gamberini; 31 октября 1760, Имола, Папская область — 25 апреля 1841, Рим, Папская область) — итальянский кардинал, доктор обоих прав. Секретарь Священной Конгрегации Собора и Священной Конгрегации резиденции епископов с 10 марта 1823 по 19 декабря 1825. Епископ Орвьето с 19 декабря 1825 по 13 апреля 1833. Префект Трибунала Апостольской Сигнатуры справедливости с 22 декабря 1840 по 25 апреля 1841. Камерленго Священной Коллегии кардиналов с 1 марта по 25 апреля 1841. Кардинал-священник с 15 декабря 1828, с титулом церкви Санта-Прасседе с 21 мая 1829 по 18 февраля 1839, in commendam с 18 февраля 1839. Кардинал-епископ Сабины с 18 февраля 1839.